# Oxyopes nigripalpis
Oxyopes nigripalpis là một loài nhện trong họ Oxyopidae.
Loài này thuộc chi Oxyopes. Oxyopes nigripalpis được Wladislaus Kulczynski miêu tả năm 1891.